# Ambulyx ceramensis
Ambulyx ceramensis is een vlinder uit de familie van de pijlstaarten (Sphingidae). De wetenschappelijke naam van de soort werd in 1921 gepubliceerd door James John Joicey & George Talbot.